# Adolf Neeff
Adolf Neeff (* 6. März 1871 in Bietigheim, Württemberg; † 24. Mai 1942 in Leutkirch im Allgäu) war ein deutscher Jurist und Schriftsteller.

## Leben
Adolf Neeff studierte Rechtswissenschaft an den Universitäten Tübingen und Berlin. In Tübingen wurde er Mitglied der Verbindung Normannia. 1900 promovierte er an der Universität Tübingen zum Dr. jur. Anschließend wirkte er als Rechtsanwalt in Vaihingen an der Enz. Daneben verfasste er Anekdotensammlungen und Rätselbücher, die alle während des Ersten Weltkriegs in der vom Verlag der Evangelischen Gesellschaft Stuttgart in großer Auflage herausgegebenen Reihe „Deutsche Soldatenbüchlein“ weite Verbreitung fanden. Ebenso war er seit seiner Dissertation eng mit dem Verlag J. F. Steinkopf verbunden. Nach 1918 wurden seine Bücher meist vom evangelischen Stuttgarter Quell-Verlag publiziert. Neeff fungierte außerdem als Herausgeber populärer Klassikerausgaben.
Sein Buch „Kämpfer, ein Buch von der Treue“, in dem er etwa Leo Schlageter und Horst Wessel verehrte, kam nach 1945 auf die Liste der auszusondernden Literatur. Mehrere von Neeffs Heften und Büchern erschienen in weiteren Auflagen, doch lässt sich dies mangels Sekundärliteratur nicht mehr exakt erschließen.

## Familiärer Hintergrund
Adolf Neeff war der Sohn von Carl Neeff (1836–1921), Stadtpfarrer an der Hospitalkirche in Stuttgart und Professor an der dortigen Oberrealschule. Adolf Neeffs Mutter war Martha Neeff geb. Werner (1842–1919). Adolf Neeff blieb zeitlebens ledig, hatte jedoch sieben erwachsen gewordene Geschwister, vier Brüder und drei Schwestern.

## Werke
- Der Hausfrieden in örtlicher Beziehung einst und jetzt, Dissertation Tübingen 1900, gedruckt von J. F. Steinkopf, Stuttgart 1900
- Ludwig Uhland. Ein Lebensbild, J. F. Steinkopf, Stuttgart 1904
- Unter dem großen König, J. F. Steinkopf, Stuttgart 1909
- Rätselbüchlein für die deutschen Soldaten, Evangelische Verlagsgesellschaft (wie alle folgenden Titel bis 1918), Stuttgart 1915
- Soldatenkurzweil, Stuttgart 1915
- Sternbüchlein für unsere Soldaten, Stuttgart 1915
- Vom Alten Fritz, Stuttgart 1915
- Anekdoten von Bismarck für unsere Soldaten, Stuttgart 1916
- Germanen. Von ihrem Leben und Gemüt, Stuttgart 1916
- Schwabenbüchlein fürs Feld, Stuttgart 1916
- Deutsche Kinder. Ein Heimatbüchlein fürs Feld, Stuttgart 1917
- Feldnüsse. Ergötzliche Aufgaben, Scherz und Kurzweil, Stuttgart 1917
- Heitere und wackere Soldatenstücklein aus alter Zeit, Stuttgart 1918
- Pfeffernüsse. Kurzweil fürs Feld, Stuttgart 1918
- Die Regimentsgans und andere Tiergeschichten, Stuttgart 1918
- Der alte Heim. Ein Arzt, ein Christ, ein Charakterkopf, Quell-Verlag, Stuttgart 1924
- Krummschnäbelchen und andere Tiergeschichten, Heinrich Majer, Basel 1926
- 's Wolferl und andere Geschichten von Kindern, Heinrich Majer, Basel 1926
- A. H. Werner. Ein Arzt, ein Christ, ein Kinderfreund, Quell-Verlag, Stuttgart 1929
- Ergötzliche Aufgaben, Scherze und Spiele, Heinrich Majer, Basel 1930
- Fritz. Erinnerungen aus der Zeit von Anno Dreizehn, Quell-Verlag, Stuttgart 1934
- Der Alte Fritz und General Ziethen, Blicke in ihr Herz, Quell-Verlag, Stuttgart 1936
- Kämpfer. Ein Buch von der Treue, J. F. Steinkopf, Stuttgart 1936
- Zum Gedächtnis unseres lieben Vaters und Großvaters Carl Neeff, Professor in Stuttgart, J. F. Steinkopf, Stuttgart 1936

## Herausgeberschaft
- Johann Wolfgang von Goethe: Klein Wolfgang, J. F. Steinkopf, Stuttgart 1914
- Ottilie Wildermuth: Auguste, Quell-Verlag, Stuttgart 1926
- Emil Frommel: Erlebtes, J. F. Steinkopf, Stuttgart 1927
- Emil Frommel: Erlebte Geschichten, J. F. Steinkopf, Stuttgart 1928
- Conrad Ferdinand Meyer: Gedichte, Salzer, Heilbronn 1929
- Johann Albrecht Bengel: Bengel / Oetinger. Weg und Wort der beiden Schwabenväter, D. Gundert, Stuttgart 1933
- Ludwig Richter: Jugenderinnerungen, Enßlin und Laiblin, Reutlingen 1933
- Jeremias Gotthelf: Vreneli und andere Liebesgeschichten, J. F. Steinkopf, Stuttgart 1939
- Vom deutschen Gemüt. Heimatgeschichten, Evangelischer Preß-Verband, Berlin-Steglitz 1940